# National Irish Amputee Football League
National Irish Amputee Football League je klubová soutěž ve fotbale amputovaných, která se koná od roku 2018 v Irsku. Hraje se systémem každý s každým. Soutěž pořádá Irish Amputee Football Association. Vítěz se stává mistrem Irska.
První ročník soutěže vyhrál Cork City.

## Turnaje
| Ročník | Zlatá medaile   | Stříbrná medaile | Bronzová medaile | Nejlepší střelec                | Počet týmů |
| ------ | --------------- | ---------------- | ---------------- | ------------------------------- | ---------- |
| 2018   | Cork City       | Bohemian         | Shamrock Rovers  | James Boyle (Bohemian, 20)      | 3          |
| 2019   | Shamrock Rovers | Bohemian         | Cork City        | Alan Wall (Shamrock Rovers, 10) | 3          |
| 2020   |                 |                  |                  |                                 | 4          |